# Barry Pinches
Barry Pinches (Norwich, 13 luglio 1970) è un giocatore di snooker inglese.
Nel 1999, durante le qualificazioni per il Welsh Open 2000, ha realizzato la sua unica serie perfetta.

## Carriera

### 1988-1989
Nel 1988, Barry Pinches vince l'English Amateur Championship, contro Craig Edwards. Prima di diventare un professionista, l'inglese perde, nello stesso anno, la finale del World Amateur Championship, e nel 1989, quella dell'English Amateur Championship.

### Stagione 1989-1990
Approdato nel Main Tour all'inizio della stagione 1989-1990, Pinches conquista il suo primo match ufficiale all'Hong Kong Open, sconfiggendo Silvino Francisco al primo turno, per 5-4, prima di essere eliminato dal connazionale Gary Wilkinson, con lo stesso punteggio. Al termine dell'annata, partecipa alle qualificazioni per il Campionato mondiale, dove esce al quarto turno di cinque previsti.

### Stagione 1990-1991
Nella stagione 1990-1991, viene sempre battuto al primo turno, riuscendo, però, a qualificarsi ai sedicesimi del Campionato del mondo, in cui viene eliminato dal vincitore dell'edizione 1979 Terry Griffiths.

### 1991-2003
La sua carriera continua in calando, infatti nelle due annate successive non prende parte a nessun torneo, sconfitto sempre nei turni preliminari. Esce dal tour al termine della stagione 1996-1997, ma ci rientra nel 1998-1999.

### Stagione 2003-2004
Una lenta ripresa avviene nel 2003-2004, stagione in cui raggiunge i quarti dello UK Championship, battuto dal 7 volte campione del mondo Stephen Hendry, dopo aver eliminato Neil Robertson, Marco Fu, Graeme Dott e Stephen Lee. La sua annata è tuttavia positiva, dato che riesce a superare il primo turno al Welsh Open e al Players Championship; ma viene migliorata con la qualifica al Campionato mondiale, nel quale Pinches batte Jimmy White ai sedicesimi, ma esce ancora per mano di Hendry, per 13-12, dopo aver guidato 11-9.

### Stagione 2004-2005
L'inglese inizia 21º posto la stagione 2004-2005. Dopo aver sconfitto Nigel Bond e David Gray nei primi due Round del British Open, Pinches esce contro John Higgins al terzo, raggiungendo il medesimo piazzamento anche allo UK Championship, in cui supera facilmente Bond e il campione in carica Matthew Stevens, ma viene eliminato da Joe Perry 9-8. Per il secondo anno consecutivo, prende parte al Campionato del mondo, dove perde al primo turno contro Ken Doherty.

### Stagione 2005-2006
Il suo miglior risultato della stagione 2005-2006, è un quarto di finale, conquistato al Grand Prix. In seguito, Pinches riesce a portare a casa un solo match, il primo turno della Malta Cup, concludendo l'annata al 33º posto.

### 2006-2019
Gli anni successivi non gli sono molto favorevoli: dopo l'uscita dalla top 32, l'inglese non ottiene altri piazzamenti di rilievo fino al 2007, anno in cui vince la prima edizione del Paul Hunter Classic. Nel 2010 perde la finale del secondo evento del Players Tour Championship, ma vince il quarto contro Ronnie O'Sullivan. Nel 2012 arriva ai quarti allo Shoot-Out.
Al Ruhr Open 2015, l'inglese ed Alan McManus disputano il frame che è stato il più lungo della storia fino al 2017, con una durata di 100 minuti e 24 secondi.
Al termine della stagione 2015-2016, Pinches perde la carta da professionista, dopo 18 anni. Per provare a rientrare nel Main Tour, l'inglese si iscrive al Challenge Tour,  nel 2018-2019, riuscendo a trionfare nel terzo evento; tuttavia, l'inglese si piazza al 5º posto, fuori dalla zona promozione. A giugno, bissa il successo al terzo ed ultimo evento della Q School 2019, ritornando un professionista dopo tre anni.

### Stagione 2019-2020
Nella stagione 2019-2020, Pinches si qualifica per il World Open, battendo Robert Milkins, ma esce al primo turno. L'inglese conquista il suo primo incontro nei tabelloni principali al Gibraltar Open, battendo Nigel Bond al primo turno, prima di essere eliminato dal campione in carica Stuart Bingham, per 4-0.

## Vita privata
Essendo un grande tifoso del Norwich City, squadra di calcio della sua città, Barry Pinches è soprannominato "The Canarian", il canarino, e disputa molti match con gilet luminosi e sgargianti, che di solito sono gialli e verdi, proprio come i colori della società.

## Ranking[26]
| Stagione  | Ranking iniziale | Ranking finale |
| --------- | ---------------- | -------------- |
| 1989-1990 | Non classificato | 82             |
| 1990-1991 | 82               | 73             |
| 1991-1992 | 73               | 103            |
| 1992-1993 | 103              | 109            |
| 1993-1994 | 109              | 141            |
| 1994-1995 | 141              | 132            |
| 1995-1996 | 132              | 79             |
| 1996-1997 | 79               | 83             |
| 1998-1999 | 106              | 113            |
| 1999-2000 | 113              | 97             |
| 2000-2001 | 97               | 82             |
| 2001-2002 | 82               | 56             |
| 2002-2003 | 56               | 36             |
| 2003-2004 | 36               | 21             |
| 2004-2005 | 21               | 18             |
| 2005-2006 | 18               | 33             |
| 2006-2007 | 33               | 56             |
| 2007-2008 | 56               | 50             |
| 2008-2009 | 50               | 52             |
| 2009-2010 | 52               | 57             |
| 2010-2011 | 57               | 41             |
| 2011-2012 | 41               | 64             |
| 2012-2013 | 64               | 62             |
| 2013-2014 | 62               | 69             |
| 2014-2015 | Non classificato | 94             |
| 2015-2016 | 78               | 89             |
| 2019-2020 | Non classificato |                |

### Break Massimi da 147: 1[27]
| N° | Anno | Competizione              | Avversario  | Note         |
| -- | ---- | ------------------------- | ----------- | ------------ |
| 1  | 1999 | Welsh Open Qualificazioni | Joe Johnson | [ 3 ] [ 28 ] |

## Tornei vinti

### Titoli Non-Ranking: 2
| Titoli Non-Ranking                    | Titoli Non-Ranking | Titoli Non-Ranking | Titoli Non-Ranking |
| ------------------------------------- | ------------------ | ------------------ | ------------------ |
| Competizione                          | Anno               | Avversario         | Note               |
| EPTC Plate Trophy 4                   | 2010               | Mitchell Mann      | [ 29 ]             |
| Qualificazioni per il Seniors Masters | 2019               | Aaron Canavan      | [ 30 ] [ 31 ]      |

- Players Tour Championship: 1 (Evento 4 2010)

## Finali perse

### Titoli Non-Ranking: 1
| Titoli Non-Ranking  | Titoli Non-Ranking | Titoli Non-Ranking | Titoli Non-Ranking |
| ------------------- | ------------------ | ------------------ | ------------------ |
| Competizione        | Anno               | Avversario         | Note               |
| The Seniors Masters | 2019               | Joe Johnson        | [ 30 ] [ 32 ]      |

- Players Tour Championship: 1 (Evento 2 2010)